# Boxekampen
Boxekampen er en dansk dokumentarisk optagelse fra 1911 produceret af Nordisk Films Kompagni.
Filmen er en optagelse af boksekampen den 13. september 1911 mellem Waldemar Holberg og Holger Hansen om det danske mesterskab i weltervægt i professionel boksning.
Filmen blev distribueret i England, hvor det i programmet angives, at de to første omgange af kampe var ganske lige, og at Waldemar Holberg herefter slog Holger Hansen ud i fjerde omgang.